# Таїланд на літніх Олімпійських іграх 2016
Таїланд на літніх Олімпійських іграх  2016 представляли 54 спортсмени у 15 видах спорту.

## Медалісти
| Медалі | Спортсмени             | Вид спорту     | Дисципліна          | Дата      |
| ------ | ---------------------- | -------------- | ------------------- | --------- |
| Золото | Сопіта Танасан         | Важка атлетика | до 48 кг (жінки)    | 6 серпня  |
| Золото | Суканія Срісурат       | Важка атлетика | до 58 кг (жінки)    | 8 серпня  |
| Срібло | Пімсірі Сірікаев       | Важка атлетика | до 58 кг (жінки)    | 8 серпня  |
| Срібло | Тавін Ханпраб          | Тхеквондо      | до 58 кг (чоловіки) | 17 серпня |
| Бронза | Сінфет Круаітонг       | Важка атлетика | до 56 кг (чоловіки) | 7 серпня  |
| Бронза | Паніпак Вонгпаттанакіт | Тхеквондо      | до 49 кг (жінки)    | 17 серпня |

## Спортсмени
| Дисципліна            | Чоловіки | Жінки | Разом |
| --------------------- | -------- | ----- | ----- |
| Легка атлетика        | 1        | 3     | 4     |
| Стрільба з лука       | 1        | 0     | 1     |
| Бадмінтон             | 2        | 5     | 7     |
| Бокс                  | 4        | 1     | 5     |
| Велоспорт             | 0        | 2     | 2     |
| Гольф                 | 2        | 2     | 4     |
| Дзюдо                 | 1        | 0     | 1     |
| Академічне веслування | 1        | 1     | 2     |
| Вітрильний спорт      | 2        | 2     | 4     |
| Стрільба              | 2        | 3     | 5     |
| Плавання              | 1        | 1     | 2     |
| Настільний теніс      | 1        | 2     | 3     |
| Теніс                 | 2        | 0     | 2     |
| Тхеквондо             | 1        | 2     | 3     |
| Важка атлетика        | 5        | 4     | 9     |
| Разом                 | 26       | 28    | 54    |

## Стрільба з лука
| Спортсмен        | Дисципліна                        | Попередній раунд | Попередній раунд | 1/32 фіналу         | 1/16 фіналу         | 1/8 фіналу           | Чвертьфінали       | Півфінали          | Фінал / БМ         | Фінал / БМ      |
| Спортсмен        | Дисципліна                        | Результат        | Сіяний           | Суперник Результат  | Суперник Результат  | Суперник Результат   | Суперник Результат | Суперник Результат | Суперник Результат | Місце           |
| ---------------- | --------------------------------- | ---------------- | ---------------- | ------------------- | ------------------- | -------------------- | ------------------ | ------------------ | ------------------ | --------------- |
| Віттхая Тхамвонг | індивідуальна першість (чоловіки) | 655              | 41               | Гантогс (MGL) W 7–3 | Wei C-h (TPE) W 6–5 | Валладон (FRA) L 0–6 | Завершив виступ    | Завершив виступ    | Завершив виступ    | Завершив виступ |

## Легка атлетика
Легенда
- Note – для трекових дисциплін місце вказане лише для забігу, в якому взяв участь спортсмен
- Q = пройшов у наступне коло напряму
- q = пройшов у наступне коло за добором (для трекових дисциплін - найшвидші часи серед тих, хто не пройшов напряму; для технічних дисциплін - увійшов до визначеної кількості фіналістів за місцем якщо напряму пройшло менше спортсменів, ніж визначена кількість)
- NR = Національний рекорд
- N/A = Коло відсутнє у цій дисципліні
- Bye = спортсменові не потрібно змагатися у цьому колі

Трекові і шосейні дисципліни
| Спортсмен             | Дисципліна                  | Фінал     | Фінал |
| Спортсмен             | Дисципліна                  | Результат | Місце |
| --------------------- | --------------------------- | --------- | ----- |
| Бунтунг Срісунг       | марафонський біг (чоловіки) | 2:37:46   | 133   |
| Натхайя Тханароннават | марафонський біг (жінки)    | 3:11:31   | 130   |
| Джейн Вонгворачоті    | марафонський біг (жінки)    | 2:47:27   | 91    |

Технічні дисципліни
| Спортсмен        | Дисципліна            | Кваліфікація       | Кваліфікація | Фінал              | Фінал            |
| Спортсмен        | Дисципліна            | Результат у метрах | Місце        | Результат у метрах | Місце            |
| ---------------- | --------------------- | ------------------ | ------------ | ------------------ | ---------------- |
| Субенрат Інсаенг | метання диска (жінки) | 56.64              | 24           | Завершила виступ   | Завершила виступ |

## Бадмінтон
Чоловіки
| Спортсмен      | Дисципліна       | Груповий етап                    | Груповий етап                         | Груповий етап | Вибування          | Чвертьфінал        | Півфінал           | Фінал / БМ         | Фінал / БМ      |
| Спортсмен      | Дисципліна       | Суперник Результат               | Суперник Результат                    | Місце         | Суперник Результат | Суперник Результат | Суперник Результат | Суперник Результат | Місце           |
| -------------- | ---------------- | -------------------------------- | ------------------------------------- | ------------- | ------------------ | ------------------ | ------------------ | ------------------ | --------------- |
| Бунсак Понсана | одиночний розряд | Аксельсен (DEN) L (14–21, 13–21) | Lee D-k (KOR) W (21–19, 17–21, 21−16) | 2             | Завершив виступ    | Завершив виступ    | Завершив виступ    | Завершив виступ    | Завершив виступ |

Жінки
| Спортсменка                                 | Дисципліна       | Груповий етап                        | Груповий етап                            | Груповий етап                           | Груповий етап | Вибування                      | Чвертьфінал                  | Півфінал            | Фінал / БМ          | Фінал / БМ       |
| Спортсменка                                 | Дисципліна       | Суперниця Результат                  | Суперниця Результат                      | Суперниця Результат                     | Місце         | Суперниця Результат            | Суперниця Результат          | Суперниця Результат | Суперниця Результат | Місце            |
| ------------------------------------------- | ---------------- | ------------------------------------ | ---------------------------------------- | --------------------------------------- | ------------- | ------------------------------ | ---------------------------- | ------------------- | ------------------- | ---------------- |
| Порнтіп Буранапрасертсук                    | одиночний розряд | Chen H-y (AUS) W (21–14, 21–15)      | Foo Kune (MRI) W (21–7, 21–18)           | Н/Д                                     | 1 Q           | Улітіна (UKR) W (21–14, 21–16) | Li Xr (CHN) L (12–21, 17–21) | Завершила виступ    | Завершила виступ    | Завершила виступ |
| Ратчханок Інтанон                           | одиночний розряд | Толмофф (EST) W (21–14, 21–13)       | Yip P Y (HKG) W (21–18, 21–12)           | Н/Д                                     | 1 Q           | Акане (JPN) L (19–21, 16–21)   | Завершила виступ             | Завершила виступ    | Завершила виступ    | Завершила виступ |
| Путтіта Супаджиракул Сапсірі Таераттаначхаї | парний розряд    | Мускенс / Пік (NED) L (13–21, 20–22) | Місакі / Такахасі (JPN) L (15–21, 15–21) | Гутта / Поннаппа (IND) W (21–17, 21–15) | 3             | Н/Д                            | Завершила виступ             | Завершила виступ    | Завершила виступ    | Завершила виступ |

Змішаний
| Спортсмен                      | Дисципліна    | Груповий етап                            | Груповий етап                         | Груповий етап                        | Груповий етап | Чвертьфінал        | Півфінал           | Фінал / БМ         | Фінал / БМ      |                 |
| Спортсмен                      | Дисципліна    | Суперник Результат                       | Суперник Результат                    | Суперник Результат                   | Місце         | Суперник Результат | Суперник Результат | Суперник Результат | Місце           |                 |
| ------------------------------ | ------------- | ---------------------------------------- | ------------------------------------- | ------------------------------------ | ------------- | ------------------ | ------------------ | ------------------ | --------------- | --------------- |
| Бодін Іссара Савітрі Амітрапай | парний розряд | Чань П С / Го Л Ї (MAS) L (13–21, 19–21) | Ахмад / Натсір (INA) L (11–21, 13–21) | Міддлтон / Чу (AUS) W (21–13, 21–18) | 3             | Завершив виступ    | Завершив виступ    | Завершив виступ    | Завершив виступ | Завершив виступ |

## Бокс
| Спортсмен       | Категорія           | 1/16 фіналу           | 1/8 фіналу          | Чвертьфінали         | Півфінали          | Фінал              | Фінал            |
| Спортсмен       | Категорія           | Суперник Результат    | Суперник Результат  | Суперник Результат   | Суперник Результат | Суперник Результат | Місце            |
| --------------- | ------------------- | --------------------- | ------------------- | -------------------- | ------------------ | ------------------ | ---------------- |
| Чхатчхаї Бутді  | до 56 кг (чоловіки) | Ашфак (GBR) W 3–0     | Нікітін (RUS) L 1-2 | Завершив виступ      | Завершив виступ    | Завершив виступ    | Завершив виступ  |
| Амнат Руенроенг | до 60 кг (чоловіки) | Перрін (ARG) W 3–0    | Уміа (FRA) L TKO    | Завершив виступ      | Завершив виступ    | Завершив виступ    | Завершив виступ  |
| Вуттічай Масук  | до 64 кг (чоловіки) | Bye                   | Russell (USA) L 1–2 | Завершив виступ      | Завершив виступ    | Завершив виступ    | Завершив виступ  |
| Саїлом Аді      | до 69 кг (чоловіки) | Костромін (BLR) W 2–1 | Чамов (BUL) W 3–0   | Сіссоко (FRA) L 0–3  | Завершив виступ    | Завершив виступ    | Завершив виступ  |
| Пімвілай Лаопім | до 51 кг (жінки)    | Н/Д                   | Bye                 | Валенсія (COL) L 0–3 | Завершила виступ   | Завершила виступ   | Завершила виступ |

## Велоспорт

### Шосе
| Спортсмен         | Дисципліна                    | Час           | Місце         |
| ----------------- | ----------------------------- | ------------- | ------------- |
| Джутатіп Маніпхан | групова шосейна гонка (жінки) | Не фінішувала | Не фінішувала |

### BMX
| Спортсмен           | Дисципліна  | Кваліфікація | Кваліфікація | Півфінал | Півфінал | Фінал            | Фінал            |
| Спортсмен           | Дисципліна  | Результат    | Місце        | Очки     | Місце    | Результат        | Місце            |
| ------------------- | ----------- | ------------ | ------------ | -------- | -------- | ---------------- | ---------------- |
| Amanda Mildred Carr | BMX (жінки) | 36.464       | 13           | 18       | 6        | Завершила виступ | Завершила виступ |

## Гольф
| Спортсмен           | Дисципліна | Раунд 1   | Раунд 2   | Раунд 3   | Раунд 4   | Загалом   | Загалом | Загалом |
| Спортсмен           | Дисципліна | Результат | Результат | Результат | Результат | Результат | Пар     | Місце   |
| ------------------- | ---------- | --------- | --------- | --------- | --------- | --------- | ------- | ------- |
| Кірадеч Апхібарнрат | чоловіки   | 71        | 69        | 69        | 67        | 276       | −8      | =5      |
| Тонгчай Джайді      | чоловіки   | 70        | 75        | 67        | 67        | 279       | −5      | =15     |
| Арія Джутанугарн    | жінки      | 65        | 71        | WD        | WD        | 136       | −6      | DNF     |
| Порнанонг Пхатлум   | жінки      | 71        | 72        | 69        | 71        | 283       | −1      | =25     |

## Дзюдо
| Спортсмен       | Категорія               | 1/16 фіналу          | 1/8 фіналу         | Чвертьфінали       | Півфінали          | Втішний поєдинок   | Фінал / БМ         | Фінал / БМ      |
| Спортсмен       | Категорія               | Суперник Результат   | Суперник Результат | Суперник Результат | Суперник Результат | Суперник Результат | Суперник Результат | Місце           |
| --------------- | ----------------------- | -------------------- | ------------------ | ------------------ | ------------------ | ------------------ | ------------------ | --------------- |
| Кенатхіп Йеа-Он | понад 100 кг (чоловіки) | Натя (ROU) L 000–100 | Завершив виступ    | Завершив виступ    | Завершив виступ    | Завершив виступ    | Завершив виступ    | Завершив виступ |

## Академічне веслування
| Спортсмен          | Дисципліна          | Заїзди  | Заїзди | Втішний заплив | Втішний заплив | Чвертьфінали | Чвертьфінали | Півфінали | Півфінали | Фінал   | Фінал |
| Спортсмен          | Дисципліна          | Час     | Місце  | Час            | Місце          | Час          | Місце        | Час       | Місце     | Час     | Місце |
| ------------------ | ------------------- | ------- | ------ | -------------- | -------------- | ------------ | ------------ | --------- | --------- | ------- | ----- |
| Джаруват Саєнсук   | одиночки (чоловіки) | 7:25.06 | 4 R    | 7:16.39        | 3 SE/F         | Bye          | Bye          | 7:54.38   | 1 FE      | 7:49.86 | 26    |
| Пхуттхаракса Нігрі | одиночки (жінки)    | 9:17:95 | 4 R    | 8:07.92        | 4 SE/F         | Bye          | Bye          | 8:51.99   | 3 FE      | 8:41.34 | 27    |

Пояснення до кваліфікації: FA=Фінал A (за медалі); FB=Фінал B (не за медалі); FC=Фінал C (не за медалі); FD=Фінал D (не за медалі); FE=Фінал E (не за медалі); FF=Фінал F (не за медалі); SA/B=Півфінали A/B; SC/D=Півфінали C/D; SE/F=Півфінали E/F; QF=Чвертьфінали; R=Потрапив у втішний заплив

## Вітрильний спорт
| Спортсмен              | Дисципліна      | Заплив | Заплив | Заплив | Заплив | Заплив | Заплив | Заплив | Заплив | Заплив | Заплив | Заплив | Заплив | Заплив | Очки | Підсумкове місце |
| Спортсмен              | Дисципліна      | 1      | 2      | 3      | 4      | 5      | 6      | 7      | 8      | 9      | 10     | 11     | 12     | M*     | Очки | Підсумкове місце |
| ---------------------- | --------------- | ------ | ------ | ------ | ------ | ------ | ------ | ------ | ------ | ------ | ------ | ------ | ------ | ------ | ---- | ---------------- |
| Наттапонг Поноппарат   | RS:X (чоловіки) | 32     | 29     | 32     | 14     | 37     | 21     | 30     | 24     | 25     | 25     | 28     | 27     | EL     | 287  | 29               |
| Кіраті Буалонг         | Лазер           | 25     | 38     | 37     | 32     | 38     | 39     | 35     | 18     | 27     | 47     | Н/Д    | Н/Д    | EL     | 287  | 37               |
| Сіріпон Каевдуанг-Нгам | RS:X (жінки)    | 19     | 23     | 22     | 18     | 11     | 2      | 27     | 7      | 18     | 14     | 15     | 17     | EL     | 166  | 18               |
| Камолван Чан'їм        | Лазер радіал    | 25     | 27     | 28     | 31     | 32     | 34     | 30     | 31     | 38     | 31     | Н/Д    | Н/Д    | EL     | 268  | 32               |

M = Медальний заплив; EL = Вибув – не потрапив до медального запливу

## Стрільба
| Спортсмен           | Дисципліна                                       | Кваліфікація | Кваліфікація | Півфінал         | Півфінал         | Фінал            | Фінал            |
| Спортсмен           | Дисципліна                                       | Очки         | Місце        | Очки             | Місце            | Очки             | Місце            |
| ------------------- | ------------------------------------------------ | ------------ | ------------ | ---------------- | ---------------- | ---------------- | ---------------- |
| Напіс Тортунгпанік  | пневматична гвинтівка, 10 метрів (чоловіки)      | 617.4        | 41           | Н/Д              | Н/Д              | Завершив виступ  | Завершив виступ  |
| Напіс Тортунгпанік  | гвинтівка лежачи, 50 метрів (чоловіки)           | 620.9        | 29           | Н/Д              | Н/Д              | Завершив виступ  | Завершив виступ  |
| Напіс Тортунгпанік  | гвинтівка з трьох положень, 50 метрів (чоловіки) | 1159         | 37           | Н/Д              | Н/Д              | Завершив виступ  | Завершив виступ  |
| Аттапон Уеа Арі     | гвинтівка лежачи, 50 метрів (чоловіки)           | 625.3        | 7 Q          | Н/Д              | Н/Д              | 80.8             | 8                |
| Сутія Дживчалуміт   | скит (жінки)                                     | 68           | 10           | Завершила виступ | Завершила виступ | Завершила виступ | Завершила виступ |
| Пім-Он Клайсубан    | пневматичний пістолет, 10 метрів (жінки)         | 373          | 39           | Н/Д              | Н/Д              | Завершила виступ | Завершила виступ |
| Пім-Он Клайсубан    | пістолет, 25 метрів (жінки)                      | 575          | 23           | Завершила виступ | Завершила виступ | Завершила виступ | Завершила виступ |
| Танапорн Пруксакорн | пневматичний пістолет, 10 метрів (жінки)         | 378          | 27           | Н/Д              | Н/Д              | Завершила виступ | Завершила виступ |
| Танапорн Пруксакорн | пістолет, 25 метрів (жінки)                      | 568          | 32           | Завершила виступ | Завершила виступ | Завершила виступ | Завершила виступ |

Пояснення до кваліфікації: Q = Пройшов у наступне коло; q = Кваліфікувався щоб змагатись у поєдинку за бронзову медаль

## Плавання
| Спортсмен         | Дисципліна                        | Попередній заплив | Попередній заплив | Півфінал         | Півфінал         | Фінал            | Фінал            |
| Спортсмен         | Дисципліна                        | Час               | Місце             | Час              | Місце            | Час              | Місце            |
| ----------------- | --------------------------------- | ----------------- | ----------------- | ---------------- | ---------------- | ---------------- | ---------------- |
| Радоміос Матджіур | 100 метрів брасом (чоловіки)      | 1:02.36           | 37                | Завершив виступ  | Завершив виступ  | Завершив виступ  | Завершив виступ  |
| Наттханан Юкраянг | 100 метрів вільним стилем (жінки) | 56.24             | 32                | Завершила виступ | Завершила виступ | Завершила виступ | Завершила виступ |

## Настільний теніс
| Спортсмен                 | Дисципліна                  | Попередній раунд   | Раунд 1             | Раунд 2             | Раунд 3            | 1/8 фіналу         | Чвертьфінали       | Півфінали          | Фінал / БМ         | Фінал / БМ       |
| Спортсмен                 | Дисципліна                  | Суперник Результат | Суперник Результат  | Суперник Результат  | Суперник Результат | Суперник Результат | Суперник Результат | Суперник Результат | Суперник Результат | Місце            |
| ------------------------- | --------------------------- | ------------------ | ------------------- | ------------------- | ------------------ | ------------------ | ------------------ | ------------------ | ------------------ | ---------------- |
| Padasak Tanviriyavechakul | одиночний розряд (чоловіки) | Bye                | Ghosh (IND) W 4–1   | Гіоніс (GRE) L 0–4  | Завершив виступ    | Завершив виступ    | Завершив виступ    | Завершив виступ    | Завершив виступ    | Завершив виступ  |
| Nanthana Komwong          | одиночний розряд (жінки)    | Bye                | Meshref (EGY) W 4–1 | Yu F (POR) W 4–3    | Хань Ї (GER) L 0–4 | Завершила виступ   | Завершила виступ   | Завершила виступ   | Завершила виступ   | Завершила виступ |
| Сутхасіні Саветтабут      | одиночний розряд (жінки)    | Bye                | Han X (CGO) W 4–3   | Li Jiao (NED) L 2–4 | Завершив виступ    | Завершив виступ    | Завершив виступ    | Завершив виступ    | Завершив виступ    | Завершив виступ  |

## Тхеквондо
| Спортсмен              | Категорія           | 1/8 фіналу               | Чвертьфінали        | Півфінали          | Втішний поєдинок      | Фінал / БМ                 | Фінал / БМ |
| Спортсмен              | Категорія           | Суперник Результат       | Суперник Результат  | Суперник Результат | Суперник Результат    | Суперник Результат         | Місце      |
| ---------------------- | ------------------- | ------------------------ | ------------------- | ------------------ | --------------------- | -------------------------- | ---------- |
| Тавін Ханпраб          | до 58 кг (чоловіки) | Kim T-h (KOR) W 12–10    | Халіл (AUS) W 11–9  | Піє (DOM) W 11–7   | Bye                   | Zhao S (CHN) L 4–6         | 2          |
| Паніпак Вонгпаттанакіт | до 49 кг (жінки)    | Андраде (CPV) W 18–6 PTG | Kim S-h (KOR) L 5–6 | Завершила виступ   | Diez (PER) W 4–2      | Маньяррез (MEX) W 15–3 PTG | 3          |
| Пханнапа Харнсудзінь   | до 57 кг (жінки)    | Калво (ESP) L 5−6        | Завершила виступ    | Завершила виступ   | Алізаде (IRI) L 10–14 | Завершила виступ           | 7          |

## Теніс
| Спортсмен                             | Дисципліна               | 1/16 фіналу                         | 1/8 фіналу         | Чвертьфінали       | Півфінали          | Фінал / БМ         | Фінал / БМ      |
| Спортсмен                             | Дисципліна               | Суперник Результат                  | Суперник Результат | Суперник Результат | Суперник Результат | Суперник Результат | Місце           |
| ------------------------------------- | ------------------------ | ----------------------------------- | ------------------ | ------------------ | ------------------ | ------------------ | --------------- |
| Sanchai Ratiwatana Sonchat Ratiwatana | Парний розряд (чоловіки) | Мело / Соарес (BRA) L 0–6, 6–7(1–7) | Завершив виступ    | Завершив виступ    | Завершив виступ    | Завершив виступ    | Завершив виступ |

## Важка атлетика
Чоловіки
| Спортсмен          | Категорія | Ривок     | Ривок | Поштовх   | Поштовх | Загалом | Місце |
| Спортсмен          | Категорія | Результат | Місце | Результат | Місце   | Загалом | Місце |
| ------------------ | --------- | --------- | ----- | --------- | ------- | ------- | ----- |
| Сінпхет Круайтхонг | до 56 кг  | 132       | 3     | 157       | 3       | 289     | 3     |
| Вітун Мінгмун      | до 56 кг  | 113       | 11    | 148       | 7       | 261     | 9     |
| Тайрат Бунсук      | до 69 кг  | 137       | 17    | 179       | 8       | 316     | 12    |
| Чатуфум Чиннавонг  | до 77 кг  | 165       | 4     | 191       | 6       | 356     | 4     |
| Сарат Сумпрадіт    | до 94 кг  | 177       | 3     | 213       | 4       | 390     | 4     |

Жінки
| Спортсменка      | Категорія | Ривок     | Ривок | Поштовх   | Поштовх | Загалом | Місце |
| Спортсменка      | Категорія | Результат | Місце | Результат | Місце   | Загалом | Місце |
| ---------------- | --------- | --------- | ----- | --------- | ------- | ------- | ----- |
| Сопіта Танасан   | до 48 кг  | 92        | 1     | 108       | 1       | 200     | 1     |
| Пімсірі Сірікаев | до 58 кг  | 102       | 2     | 130       | 2       | 232     | 2     |
| Суканія Срісурат | до 58 кг  | 110 OR    | 1     | 130       | 1       | 240     | 1     |
| Сіріпук Гульной  | до 63 кг  | 108       | 3     | 132       | DNF     | 108     | DNF   |